# Narciso de Atenas
Narciso de Atenas foi um dos Setenta Discípulos. Junto com Urbano, Ampliato, Estácio, Apeles e Aristóbulo, ele foi um ajudante do apóstolo André. Ele foi consagrado bispo de Atenas pelo apóstolo Filipe.

## Fonte
Assim como diversos outros santos, Narciso teve sua vida contada no livro Prólogo de Ohrid, de São Nikolai Velimirovic.